# Palepafos
Palepafos (gr. Παλαίπαφος) – starożytne miasto na Cyprze, obecnie teren badań archeologicznych i zabytek wpisany na Listę światowego dziedzictwa UNESCO. Położone niedaleko ujścia rzeki Diarizos, ok. 16 km na wschód od współczesnego Pafos, w granicach obecnej wsi Kuklia. W czasach neolitu miejsce oddawania czci bogini płodności, która następnie przerodziła się w kult Afrodyty. Od XII wieku p.n.e. do czasów chrześcijańskich w Palepafos znajdowała się świątynia bogini, główne miejsce jej kultu na Cyprze. Palepafos było też do IV wieku p.n.e. stolicą jednego ze starożytnych cypryjskich królestw. 

## Historia

Starożytne królestwa Cypru

Palepafos było jednym z ważnych cypryjskich ośrodków gospodarczych i wytwórczych już w późnej epoce brązu (XVI–XI p.n.e.) i pozostało nim do końca okresu klasycznego.
Jedna z legend o założeniu Pafos przypisuje powstanie miasta i świątyni Agapenorowi, królowi Tegei, który miał tego dokonać powracając z Troi. Druga jako założyciela miasta, sanktuarium i pierwszego najwyższego kapłana Afrodyty podaje Kinyrasa.
Pierwszym historycznie potwierdzonym władcą Pafos był Eteandros, którego imię jako wasala jest zamieszczone na inskrypcji asyryjskiego króla Asarhaddona, datowanej na 673/2 rok p.n.e.
Palepafos zostało zdobyte przez Persów podczas powstania jońskiego (498 p.n.e.). Pod koniec IV wieku p.n.e. król Nikokles przeniósł stolicę swojego państwa do nowo założonego Nea Pafos (w miejsce dzisiejszego miasta Pafos), ale Palepafos pozostało ważnym ośrodkiem religijnym.

## Sanktuarium Afrodyty

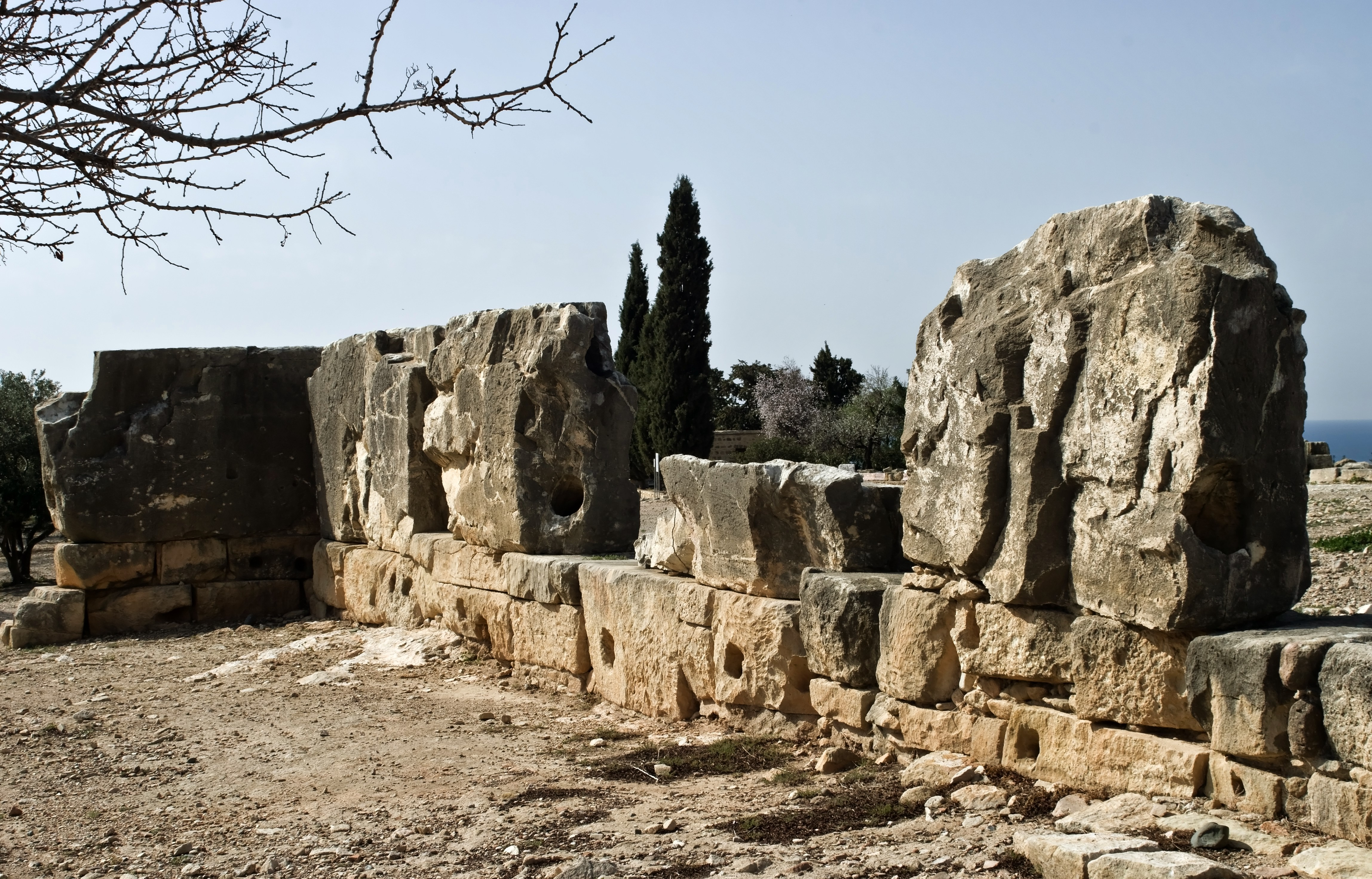
Pozostałości świątyni powstałej w XII wieku p.n.e., 2014

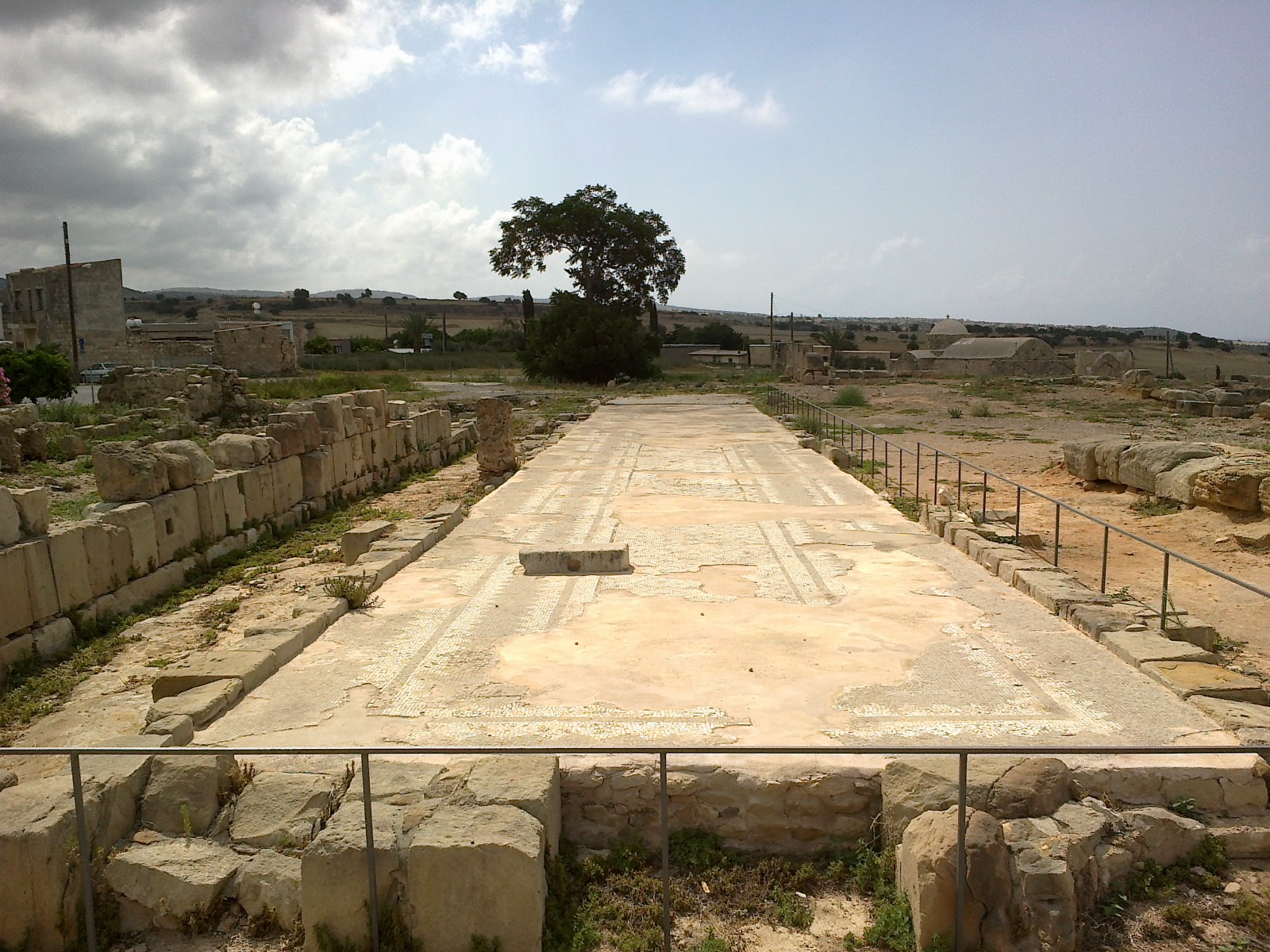
Pozostałości mozaiki w sanktuarium z czasów rzymskich, 2014

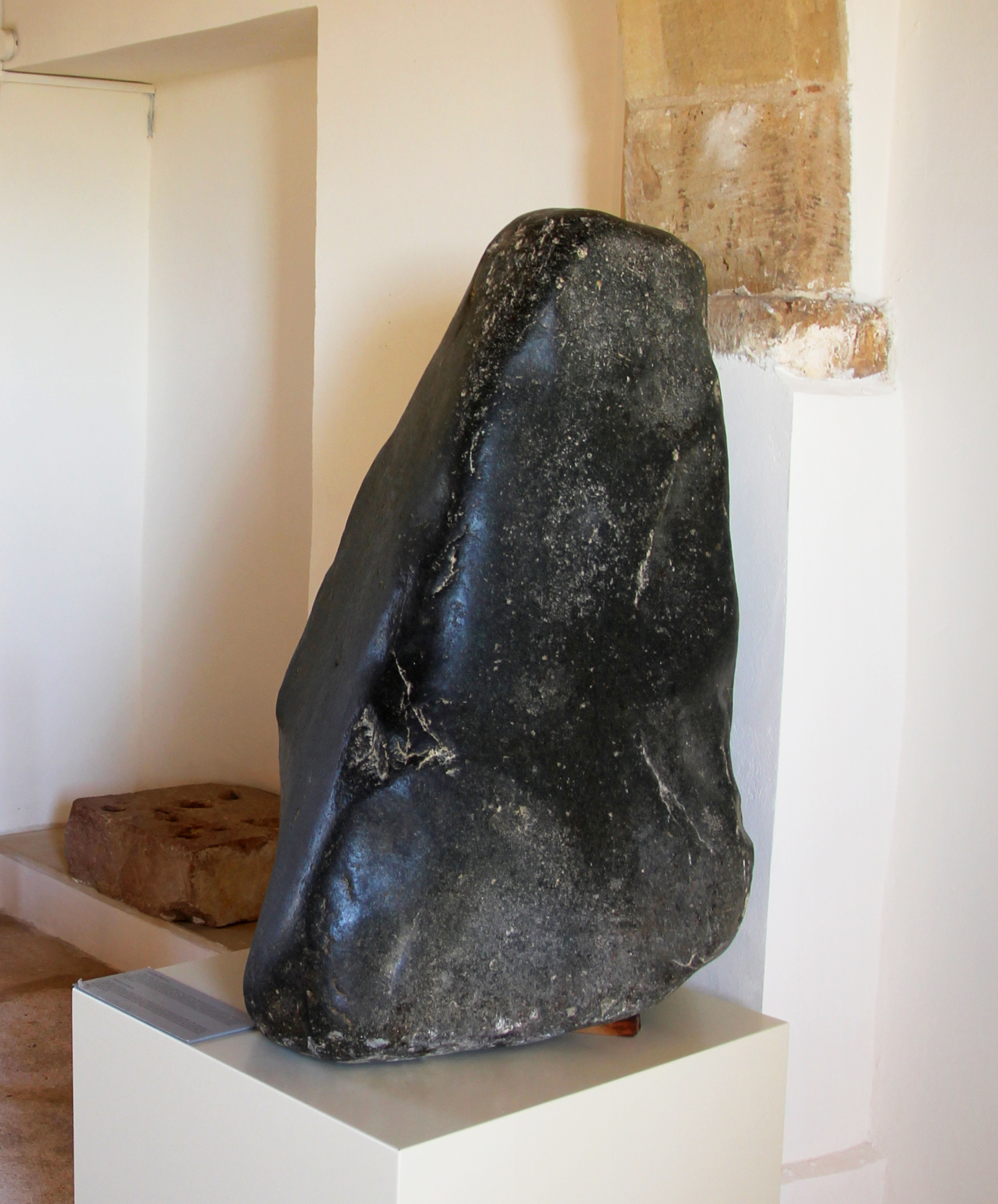
Kultowy stożkowy kamień będący symbolem bogini

Pierwsze sanktuarium, powstałe w XII wieku p.n.e., według zachowanych pozostałości miało wymiary 67×70 metrów i składało się z dwóch części: zadaszonej hali lub kolumnady od strony północnej i dziedzińca od południa.
Nowe, rzymskie sanktuarium zostało zbudowane w I lub II wieku n.e. Miało formę czworoboku z dużym dziedzińcem otwartym od strony zachodniej.
W sanktuarium w Pafos nie było otaczanego czcią posągu Afrodyty. Moc bogini symbolizował stożkowy, czarny betyl. Kamień był przedstawiany na rzymskich monetach jako centralny obiekt sanktuarium.
Sanktuarium działało do IV wieku, gdy w cesarstwie nakazano zamknięcie pogańskich świątyń.

## Inne obiekty

### Północne umocnienia i brama północno-wschodnia

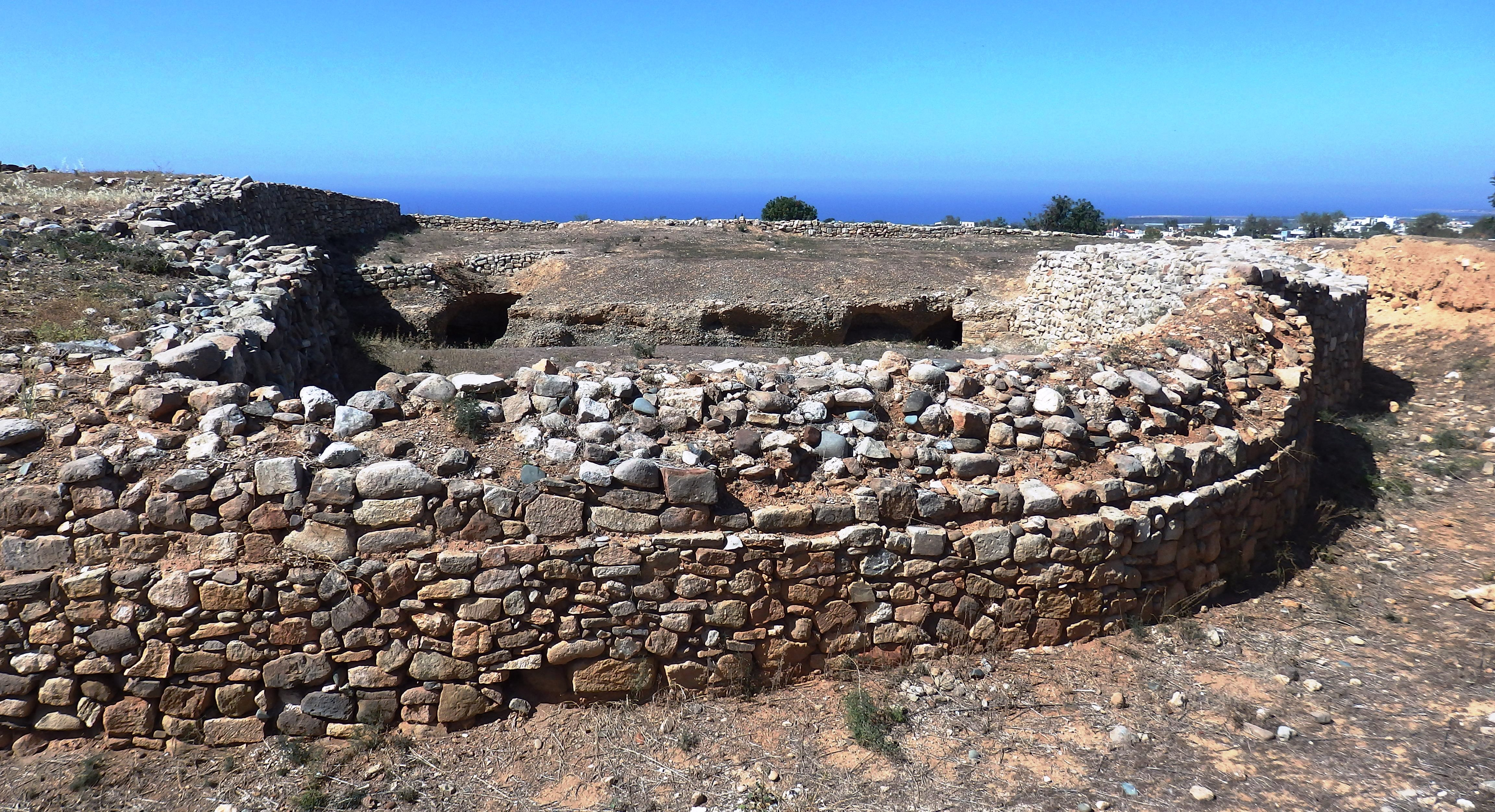
Fragment północnych murów Palepafos

Obwarowania Palepafos powstawały od wczesnego okresu archaicznego do wczesnego okresu hellenistycznego. Kluczowa dla systemu obronnego północno-wschodnia, pełniąca funkcję twierdzy brama została zbudowana w drugiej połowie VIII wieku p.n.e.
Obok bramy zachowały się pozostałości działań oblężniczych prowadzonych przez armię perską w 498 p.n.e., m.in. duża rampa oblężnicza. Ponieważ Persowie do jej budowy użyli wszelkich dostępnych materiałów, badania rampy przyniosły niezwykle cenny dla historii Cypru materiał archeologiczny, używany do porównania innych znalezisk. 

### Wschodnie umocnienia i pałac
Odnalezione tu pozostałości umocnień wskazują na ten sam okres i podobne metody budowy co w przypadku murów północnych.
W obrębie murów odkryto pozostałości dużego budynku z wąskimi korytarzami, małymi salami i grubymi ścianami. Pałac ten wykazuje cechy architektury z okresu Achemenidów i mógł być siedzibą perskiego namiestnika lub rezydencją królewską.

### Rzymska „willa Ledy”

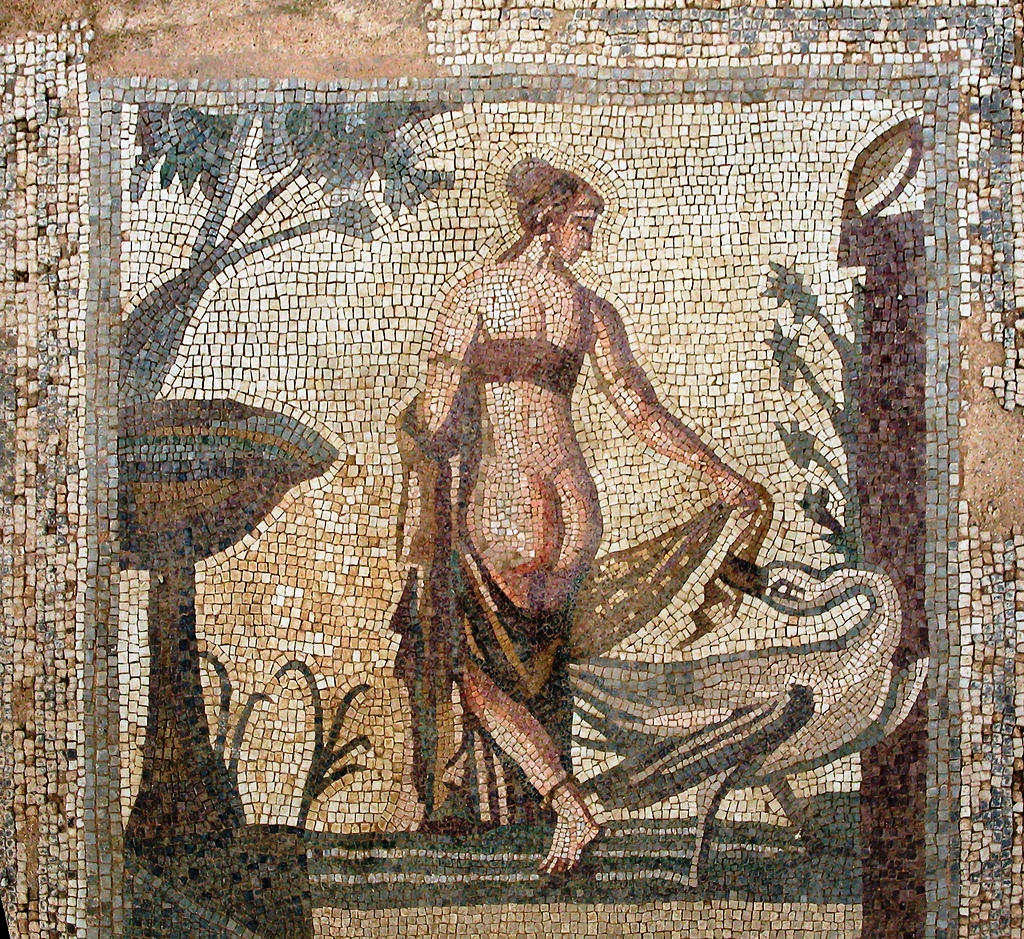
Leda z łabędziem, mozaika rzymska z II wieku

Pozostałości rzymskiej willi znajdują się na południowy wschód od sanktuarium. Centralny panel zachowanej mozaiki z II wieku przedstawia Ledę z łabędziem (oryginał w muzeum w Kukli).

### Dwór z czasów Luzynianów i produkcja cukru

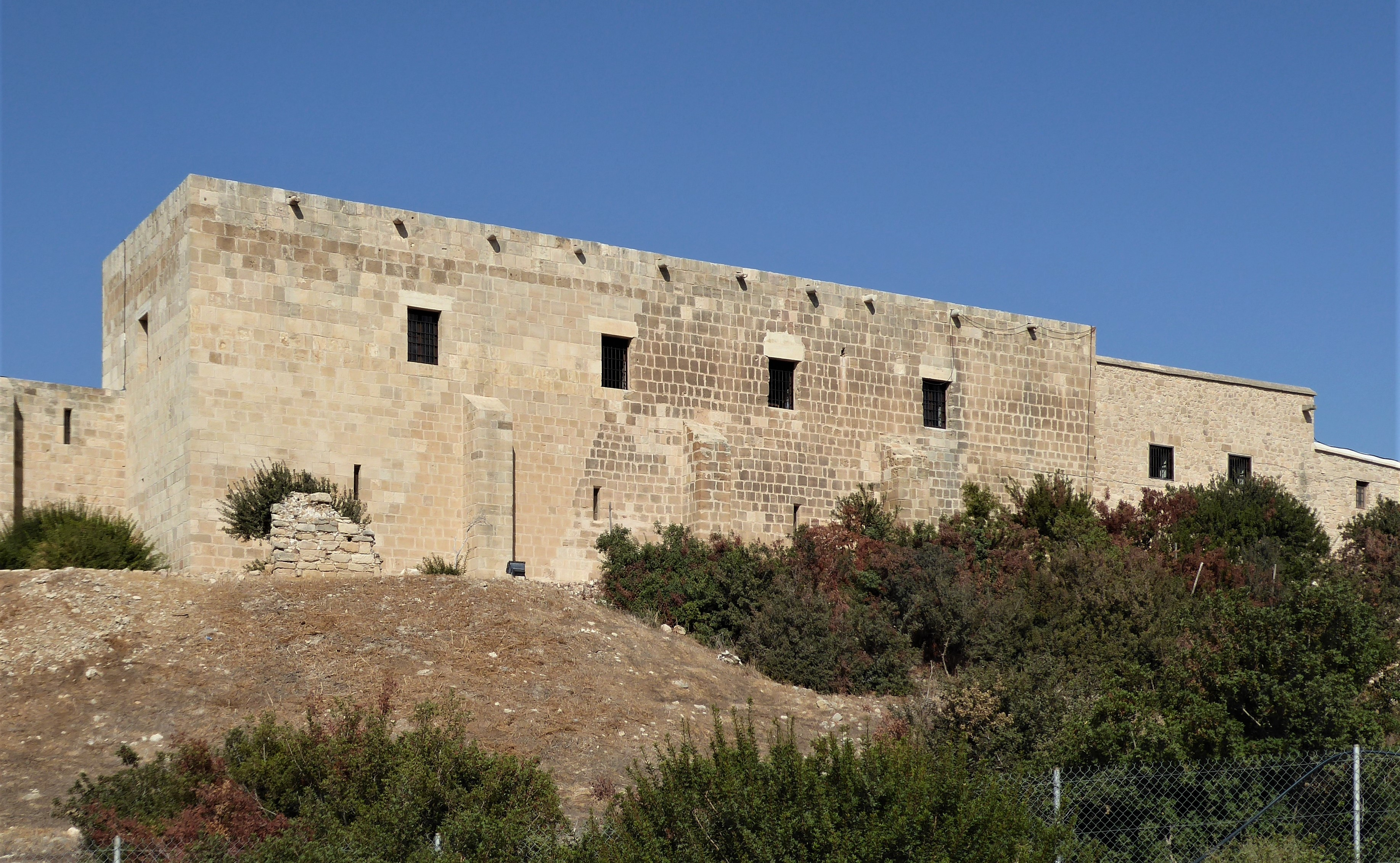
Wschodnia część luzyniańskiego dworu

Ufortyfikowany dwór z czasów panowania Luzynianów został zbudowany w XIII wieku. Był rezydencją królewskiego zarządcy oraz centrum administracyjnym regionu i nadzoru nad plantacjami i przetwórstwem trzciny cukrowej. Składał się z czterech skrzydeł otaczających kwadratowy dziedziniec. Po 1571 roku i zajęciu Cypru przez Turków w pałacu rezydował zarządca turecki.  
Po dokonanej w czasach panowania osmańskiego przebudowie z pierwotnej budowli pozostały tylko część wieży bramnej oraz wschodniego i południowego skrzydła. Znajdująca się  we wschodnim skrzydle gotycka sala, o wymiarach 27,3×6,8 m i wysokości 5,7 m, jest jednym z najciekawszych zachowanych na Cyprze przykładów architektury świeckiej z czasów frankońskich. W odbudowanym dworze mieści się muzeum. 
Zlokalizowana na zachód od dworu średniowieczna cukrownia, składająca się z młyna i rafinerii, funkcjonowała od końca XIII do końca XVI wieku. Jest jedną z najlepiej zachowanych w basenie Morza Śródziemnego wytwórni tego rodzaju.

### Kościoły
Na wschód od sanktuarium Afrodyty znajduje się cerkiew pw. Matki Bożej (Panaja Katoliki). Została zbudowana w XII wieku w stylu bizantyjskim na planie krzyża greckiego, ale zachodnia jej część została później rozbudowana. Do budowy kościoła użyto kamieni pochodzących z sanktuarium. Pozostałości XVI-wiecznej bizantyjskiej kaplicy św. Mikołaja, zniszczonej w XVIII wieku, znajdują się na zachód od sanktuarium.

### Grobowce i cmentarze
Na całym okolicznym terenie znajdują się liczne miejsca pochówków, datowane od późnej epoki brązu do pierwszych wieków chrześcijaństwa. Wśród nich znajduje się jedyny odnaleziony w okolicach Pafos grobowiec królewski, z pochówkami Echetimosa i Timocharisa, królów Pafos z IV wieku p.n.e.
Część znalezionych w grobach obiektów jest eksponowana w lokalnym muzeum.